# Lavagno
Lavagno is een gemeente in de Italiaanse provincie Verona (regio Veneto) en telt 6222 inwoners (31-12-2004). De oppervlakte bedraagt 14,6 km², de bevolkingsdichtheid is 426 inwoners per km².
De volgende frazioni maken deel uit van de gemeente: San Briccio, San Pietro (casa comunale) e Vago.

## Demografie
Lavagno telt ongeveer 2290 huishoudens. Het aantal inwoners steeg in de periode 1991-2001 met 19,5% volgens cijfers uit de tienjaarlijkse volkstellingen van ISTAT.
| Jaar | Inwoneraantal |
| ---- | ------------- |
| 1991 | 4990          |
| 2001 | 5964          |

## Geografie
De gemeente ligt op ongeveer 67 m boven zeeniveau.
Lavagno grenst aan de volgende gemeenten: Caldiero, Colognola ai Colli, Illasi, Mezzane di Sotto, San Martino Buon Albergo.

## Geboren
- Marzagaia (circa 1350 - circa 1425-1430), kroniekschrijver in Verona